# جوني دوكينز
جوني دوكينز (بالإنجليزية: Johnny Dawkins)‏ مواليد 28 سبتمبر 1963 في واشنطن العاصمة، هو لاعب كرة سلة أمريكي أصبح مدرباً بدأ مسيرته الاحترافية في سنة 1986. يبلغ طوله 6 قدم 2 بوصة (1.9 م). اعتزل اللعب في 1995.

## فرق لعب لها
- سان أنطونيو سبرز
- فيلادلفيا سفنتي سيكسرز
- ديترويت بيستونز

## روابط خارجية
- جوني دوكينز على موقع إن بي أي (الإنجليزية)
- جوني دوكينز على موقع سبورتس رفرنس (الإنجليزية)
- جوني دوكينز على موقع كلية كرة السلة في سبورتس رفرنس.كوم (الإنجليزية)
- جوني دوكينز على موقع ريلجم (الإنجليزية)
- جوني دوكينز على موقع بروبوليرز (الإنجليزية)
- جوني دوكينز على موقع كلية كرة السلة في سبورتس رفرنس.كوم (الإنجليزية)